# Quercus bicolor
Quercus bicolor, el roble bicolor, es un árbol perteneciente a la familia Fagaceae. Es una especie nativa de Ontario y Quebec en Canadá, y también del nordeste de EE. UU. Está clasificada en la sección Quercus, que son los robles blancos de Europa, Asia y América del Norte. Tienen los estilos cortos; las bellotas maduran en 6 meses y tienen un sabor dulce y ligeramente amargo, el interior de la bellota tiene pelo. Las hojas carecen de una mayoría de cerdas en sus lóbulos, que suelen ser redondeados.

## Descripción
Son árboles caducifolios de 20-25 m (excepcionalmente hasta 30 m de alto). Hojas de obovadas a estrechamente elípticas o estrechamente obovadas, de 8-21 cm de largo y de 4-16 cm de ancho, base estrechamente cuneada a aguda, márgenes regularmente dentados o enteros, con dientes solamente en la mitad distal, a veces moderada a profundamente lobulados en la parte inferior y dentados en la superior, ápice bruscamente redondeado u ovado, haz verde oscuro, brillante y glabro, envés verde calro o blanquecino, peciolos de 0,4-3 mm de largo.
Bellotas ovoideo-elipsoidales u oblongas, de 12-25 mm de largo por 9-18 mm de ancho, cúpula hemisférica de 15-25 mm de ancho.

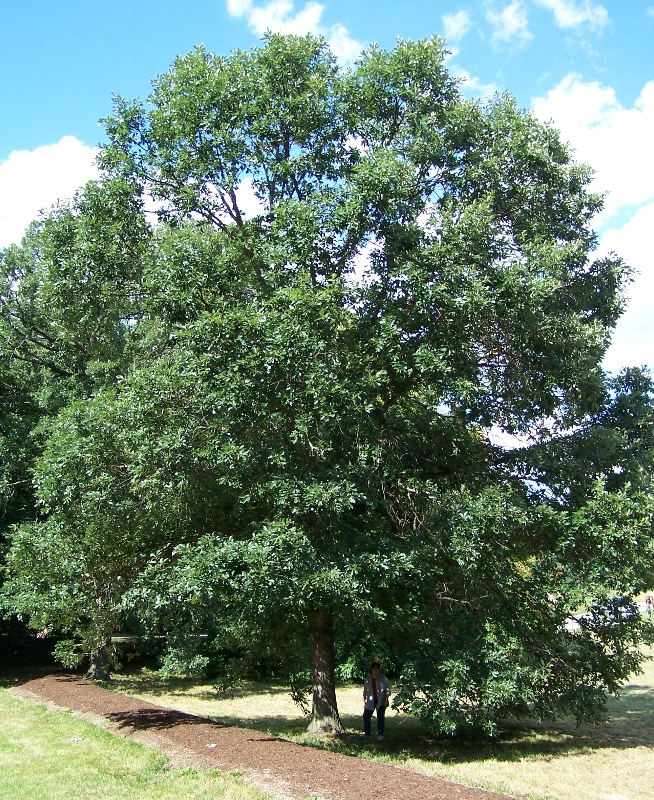

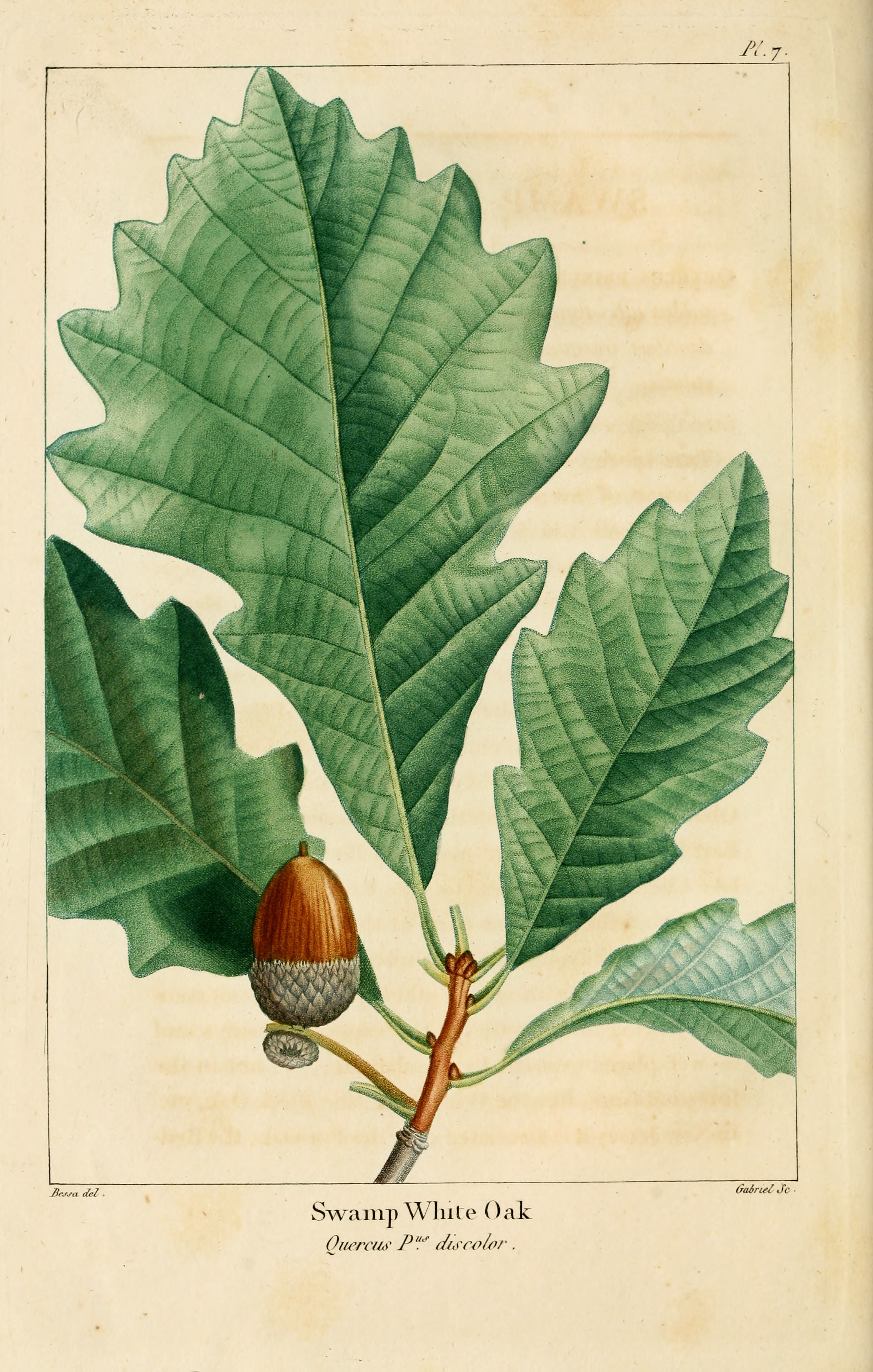
Hojas

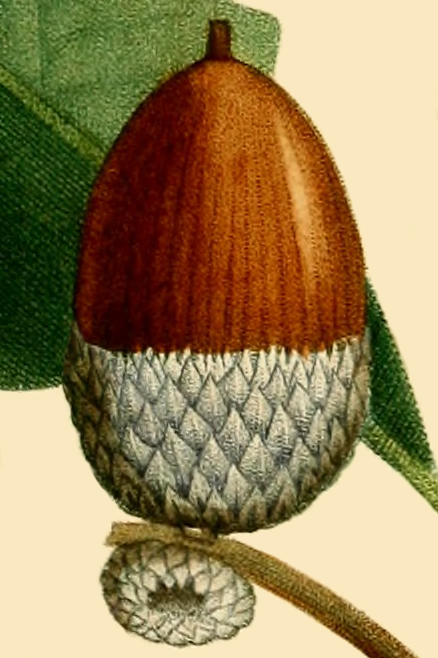
Fruto

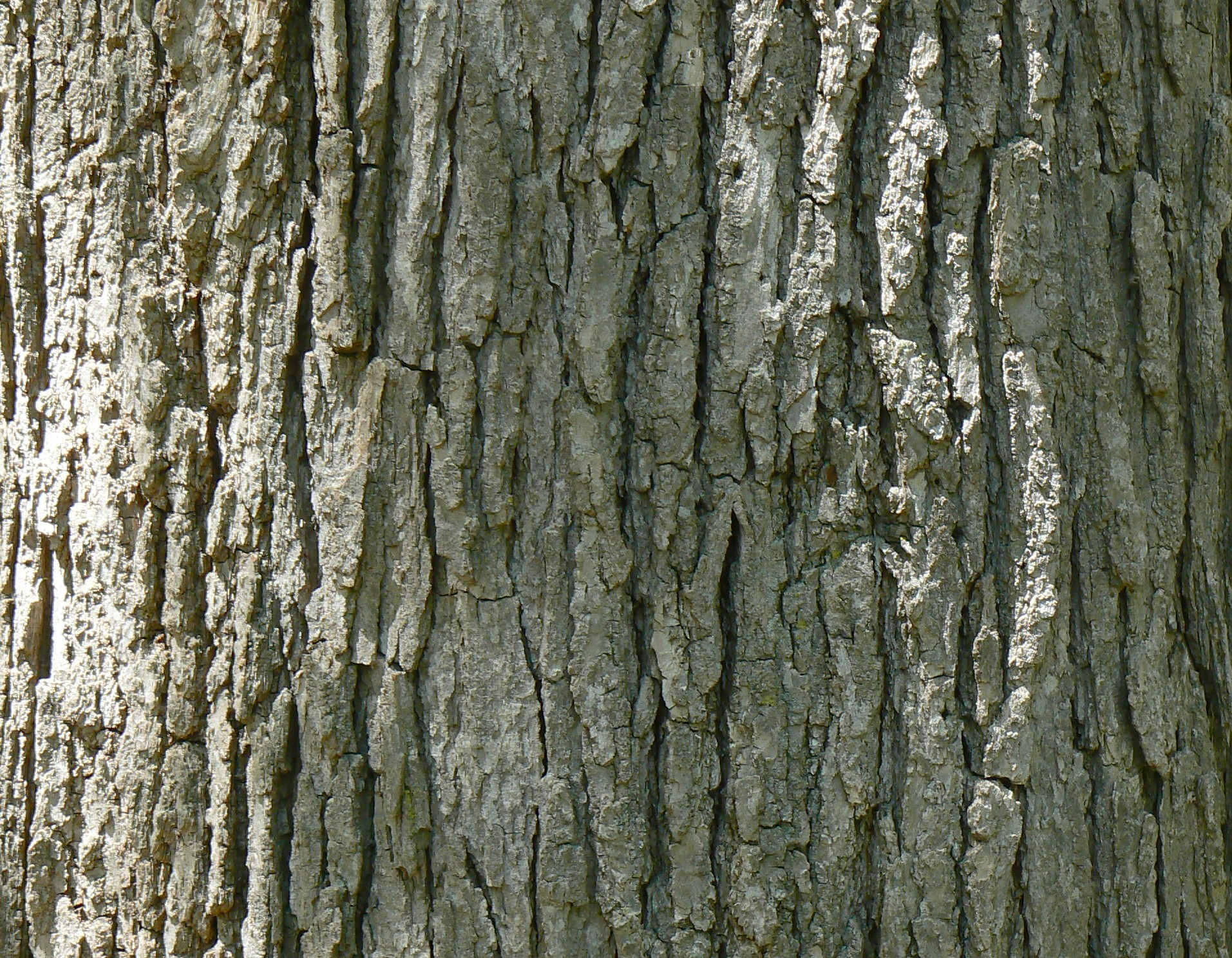
Detalle del tronco

## Hábitat
Generalmente, el roble blanco de los humedales crece solo en cuatro tipos de bosques diferentes asociada con: Fraxinus nigra - olmo americano - Acer rubrum, Arce plateado - olmo americano, Quercus macrocarpa, Roble de los pantanos - Liquidambar. Ocasionalmente el roble blanco de los humedales es abundante en áreas pequeñas. Se encuentra dentro de un área muy amplia de temperaturas medias anuales desde los 16 °C hasta los 4 °C. Los extremos en temperatura varían desde los 41 °C hasta los -34 °C. La precipitación anual media es desde los 640 ml hasta los 1270 ml. El período libre de escarcha se extiende desde los 210 días en la parte sur del área de crecimiento hasta los 120 días en la parte norte.
El roble blanco de humedales crece normalmente en suelos hidromorfos. No se encuentra donde tiende a desbordarse permanente, aunque se encuentra normalmente en valles de corriente anchas, estando en los campos bajos, y los márgenes de lagos, balsas, o humedales.

## Área de distribución
El roble blanco de los humedales, es un árbol de tierras bajas, que crece a partir del suroeste de Maine hacia el oeste a Nueva York, al sur de Quebec, y en el sur de Ontario, en la parte central de Míchigan, al norte de Wisconsin, y el sureste de Minnesota; hacia el sur de Iowa y Misuri; al este en Kentucky, Tennessee, Virginia , y Nueva Jersey. Se encuentra disperso en Carolina del Norte y el noreste de Kansas. Esta especie es más común y llega a su mayor tamaño en la parte occidental de Nueva York y el norte de Ohio.

## Cultivo y usos
Es uno de los robles blancos más importantes para la producción de madera. En estos últimos años, el roble blanco de los humedales se ha convertido en un árbol de paisajismo popular, en parte, debido a su relativa facilidad de trasplante.
El New York Times informó que más de 400 árboles de roble blanco de los humedales se están plantando en la recién construida Plaza Conmemoración del 11 de septiembre en Manhattan.

## Usos
1. Ornamental.
2. Madera: carpintería, ebanistería, terminaciones de interior, toneles de añejar, fabricación de implementos del agro, durmientes, construcción

## Taxonomía
Quercus bicolor fue descrita por  Carl Ludwig Willdenow    y publicado en Der Gesellsschaft Naturforschender Freunde zu Berlin, neue Schriften 3: 396. 1801.
Etimología
Quercus: nombre genérico del latín que designaba igualmente al roble y a la encina.
bicolor: epíteto latino que significa "con dos colores".
Sinonimia
- Quercus prinus var. bicolor (Willd.) Spach (1841).
- Quercus discolor var. bicolor (Willd.) Hampton (1886).
- Quercus alba var. palustris Castigl. (1790).
- Quercus prinus var. platanoides Castigl. (1790).
- Quercus prinus var. tomentosa Michx. (1801).
- Quercus prinus var. discolor F.Michx. (1811).
- Quercus bicolor var. mollis Nutt. (1818).
- Quercus mollis Raf. (1838).
- Quercus bicolor var. platanoides (Castigl.) A.DC. in A.P.de Candolle (1864).
- Quercus filiformis Muhl. ex A.DC. in A.P.de Candolle (1864), pro syn.
- Quercus paludosa Petz. & G.Kirchn. (1864).
- Quercus pannosa Bosc ex A.DC. in A.P.de Candolle (1864), pro syn.
- Quercus velutina L'Hér. ex A.DC. in A.P.de Candolle (1864), nom. illeg.
- Quercus bicolor var. angustifolia Dippel (1891).
- Quercus bicolor var. cuneiformis Dippel (1891).
- Quercus platanoides (Castigl.) Sudw. (1892 publ. 1893).[5]